# 2-(3,4-di-hidroxifenil)propanamida
2-(3,4-Diidroxifenil)propanamida é o composto orgânico de fórmula C9H11NO3, SMILES CC(C1=CC(=C(C=C1)O)O)C(=O)N e massa molecular 181,18854.